# Colonia Bicha
Colonia Bicha é uma comuna da província de Santa Fé, na Argentina.